# Steve Williams (Leichtathlet)
Steve Williams (* 13. November 1953) ist ein US-amerikanischer Sprinter, der in den 1970er-Jahren aktiv war. Zwischen 1972 und 1976 lief er die 100 Meter fünfmal in handgestoppten 9,9 Sekunden.
Er gewann drei amerikanische Meisterschaften:
| Jahr | Distanz | Platzierung | Zeit (s) |
| ---- | ------- | ----------- | -------- |
| 1973 | 100 yds | Meister     | 9,4      |
| 1973 | 220 yds | Meister     | 20,44    |
| 1974 | 100 yds | Meister     | 9,9      |
| 1974 | 200 m   | 4.          | 20,7     |
| 1975 | 100 m   | 2.          | 10,21    |
| 1975 | 200 m   | 4.          | 20,66    |
| 1977 | 100 m   | 2.          | 10,24    |
| 1978 | 100 m   | 5.          | 10,21    |

Im Olympiajahr 1976 galt er als einer der Favoriten für den olympischen 100-Meter-Lauf. Bei den US-amerikanischen Qualifikations-Wettkämpfen für die Teilnahme an den Olympischen Spielen verletzte er sich jedoch in einem Vorlauf an beiden Oberschenkeln schwer und musste aufgeben.
Beim Leichtathletik-Weltcup 1977 in Düsseldorf stellte die US-Mannschaft in der 4-mal-100-Meter-Staffel in der Besetzung Bill Collins, Steve Riddick, Cliff Wiley und Steve Williams mit 38,03 s einen Weltrekord auf. Zudem gewann Williams den 100-Meter-Lauf.